# Magda Michalek
Magda Michalek ist eine ehemalige polnische Bogenbiathletin.
Magda Michalek erreichte ihren größten Erfolg, als sie bei den Bogenbiathlon-Weltmeisterschaften 1999 in Bessans gemeinsam mit ihren Mannschaftskameradinnen als Läuferin auf der Mittelposition mit Maria Cieślar und Agnieszka Rypien hinter den Vertretungen aus Italien und Russland die Bronzemedaille im Staffelrennen gewinnen konnte.